# Deca-Dence
Deca-Dence (デカダンス, Dekadansu) est une série télévisée d'animation japonaise, produite par le studio d'animation NUT. La série est diffusée depuis le 8 juillet 2020.

## Synopsis
De nombreuses années ont passé depuis que l'humanité a failli disparaître à la suite de l'apparition d'une forme de vie inconnue nommée Gadoll. Les survivants vivent désormais dans une forteresse mobile de 3000 m de haut appelée Deca-Dence, construite afin de les protéger de la menace des Gadoll.
Il y a deux catégories d'habitants au sein de Deca-Dence : les Gears, des guerriers qui combattent quotidiennement les Gadoll, et les Tankers, qui assurent les tâches permettant le fonctionnement de la forteresse. Parmi ces Tankers se trouve un groupe d'élite, la "Furie", qui combat aux côtés des Gears.
Natsume est une jeune Tanker qui rêve d'intégrer la "Furie" et d'éliminer les Gadoll, depuis que ceux-ci lui ont arraché son père et son bras. Elle se voit cependant assignée à des tâches d'entretien et rencontre Kaburagi, son chef, réparateur de l'armure de Deca-Dence, qui a abandonné ses rêves et semble cacher de nombreux secrets.
La rencontre de ces personnages au comportement opposé, la jeune fille positive qui n'abandonne jamais son rêve, et l'homme réaliste qui a abandonné le sien, changera-t-elle l'histoire de ce monde ?

## Personnages
Natsume (ナツメ)
Voix japonaise : Tomori Kusunoki , voix française :  Marie Braam
Une jeune fille tanker qui a perdu son père et un bras lorsqu'elle était enfant. Son rêve est de rejoindre la "Furie", des tankers qui combattent les Gadoll au côté des Gears. Cependant, son adhésion est refusée et elle finit par travailler à l'entretien de l'armure de Deca-Dence sous les ordres de Kaburagi. Lors d'une attaque de Gadoll elle est sauvée par celui-ci qui se révèle être un excellent combattant. Natsume le supplie de lui apprendre à combattre, ce qu'il finit par accepter.
Kaburagi (カブラギ)
Voix japonaise : Katsuyuki Konishi, voix française : Nicolas Mathys
Un réparateur d'armure et le supérieur de Natsume. Distant et réaliste, il n'hésite pas à remettre en question les rêves de Natsume. Il se révèle être un excellent combattant qui sauve Natsume lors d'une attaque de Gadoll. Il lui fournit une nouvelle prothèse et commence à lui enseigner le combat contre les Gadoll. Cependant, bien qu'il développe une amitié pour elle, il est loin d'avoir dévoilé toute la vérité...
Fennel (フェンネル)
Voix japonaise : Eiji Takeuchi
Une amie de Natsume.
Fei (フェイ)
Voix japonaise : Mei Shibata, voix française : Catherine Hanotiau
Une Tanker orpheline devenue la meilleure amie de Natsume.
Linmei (リンメイ)
Voix japonaise : Yoshino Aoyama
Une camarade de classe de Natsume qui se moque de son ambition de combattre les Gadoll.
Kurenai (クレナイ)
Voix japonaise : Eri Kitamura
Il s'agit du meilleur combattant Tanker de la forteresse.
Minato (ミナト)
Voix japonaise : Kohsuke Toriumi
Un personnage mystérieux qui semble diriger Deca-Dence. 
Pipe (パイプ)
Un petit Gadoll ressemblant à un chien que Kaburagi élève en secret. Son nom lui a été donné par Natsume la première fois qu'elle l'a vue.

## Production et diffusion
La série a été annoncée le 5 juillet 2019 par Kadokawa. Elle est réalisée par Yuzuru Tachikawa, le réalisateur de Mob Psycho 100, et écrite par Hiroshi Seko. La musique est composée par Masahiro Tokuda tandis que Shinichi Kurita est le character designer. La chanson de l'opening, intitulée Theater of Life est interprétée par Konomi Suzuki, tandis que la chanson de l'ending intitulée Kioku no hakobune (記憶の箱舟) est interprétée par Kashitarō Itō.
La série est diffusée depuis le 8 juillet 2020 à la télévision au Japon, et en streaming dans les pays francophones sur Wakanim.

### Liste des épisodes
| No  | Titre en français | Titre original    | Date de 1re diffusion |
| --- | ----------------- | ----------------- | --------------------- |
| 1   | Ignition          | ignition          | 8 juillet 2020        |
| 2   | Sprocket          | sprocket          | 15 juillet 2020       |
| 3   | Steering          | steering          | 22 juillet 2020       |
| 4   | Transmission      | transmission      | 29 juillet 2020       |
| 5   | Differential Gear | differential gear | 5 août 2020           |
| 5.5 | Install           | install           | 7 août 2020           |
| 6   | Radiator          | radiator          | 12 août 2020          |
| 7   | Driveshaft        | driveshaft        | 19 août 2020          |
| 8   | Turbine           | turbine           | 26 août 2020          |
| 9   | Turbo Charger     | turbo charger     | 2 septembre 2020      |
| 10  | Brake system      | brake system      | 9 septembre 2020      |
| 11  | Engine            | engine            | 16 septembre 2020     |
| 12  | Decadence         | decadence         | 23 septembre 2020     |